# فؤاد رکابی

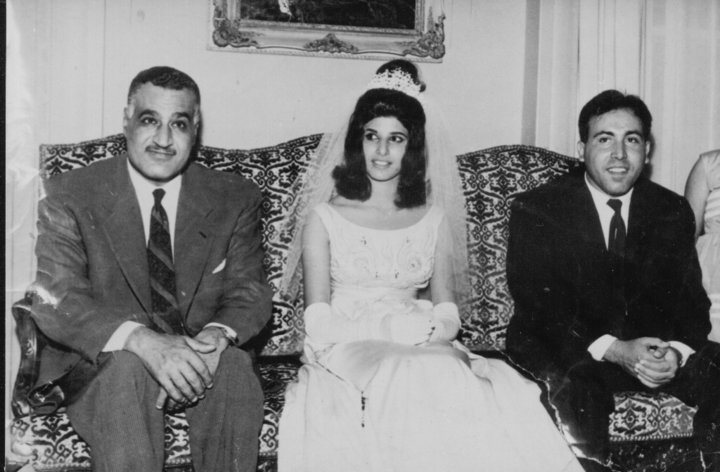
عروسی فؤاد رکابی مصر ۱۹۶۳ با حضور جمال عبدالناصر

فؤاد رکابی (عربی: فؤاد الرکابی؛ ۱۹۳۱ – نوامبر ۱۹۷۱) یک سیاست‌مدار اهل عراق بود. مؤسس و دبیر منطقه‌ای حزب بعث - منطقه عراق از زمان تأسیس در تاریخ ۲۴ ژوئیه ۱۹۵۸ بود
وی در سال ۱۹۷۱ دستگیر و در زندان توسط سرویس امنیتی عراق کشته شد